# 学校法人西南学院
学校法人 西南学院

| 建学の精神   | Seinan, Be True To Christ （西南よ、キリストに忠実なれ）                     |
| 創立         | 1916年（大正5年）                                                            |
| 種別         | 私立                                                                         |
| 創始者       | C・K・ドージャー                                                             |
| 院長         | 今井尚生                                                                     |
| 本部         | 〒814-8511 福岡県福岡市早良区 西新6丁目2番92号                               |
| 設置機関     | 西南学院大学 西南学院中学校・高等学校 西南学院小学校 舞鶴幼稚園 早緑子供の園 |
| ウェブサイト | 学校法人 西南学院 公式サイト                                                 |

学校法人西南学院（がっこうほうじんせいなんがくいん）は、日本の学校法人。キリスト教主義学校のひとつ。プロテスタント系バプテスト派の日本バプテスト連盟と関係が深い。
なお、西南女学院（北九州市小倉北区）は、西南学院の創設者C・K・ドージャーと同時に来日した同僚の宣教師J.H.ロウが創設した学院であり　両校は姉妹校の関係にある。

## 建学の精神
西南学院は創立者の遺訓「Seinan, Be True to Christ（西南よ、キリストに忠実なれ）」を建学の精神として掲げており、キリスト教に基づく教育を通じて、奉仕の精神とキリスト教的人間観・世界観に立脚した人材の育成を行っている。

## 沿革
- 1889年 アメリカ南部バプテスト連盟による日本への伝道が始まる
- 1890年 福岡県若松市（現：北九州市若松区）に日本バプテスト西部組合が結成される
- 1907年 福岡バプテスト神学校開設（大学神学部の前身[2]）
- 1913年 日本バプテスト西部組合により、福岡市に舞鶴幼稚園開設
- 1916年 宣教師C・K・ドージャーにより、福岡市大名町(現・中央区赤坂)に私立西南学院創立
- 1918年  西南学院が早良郡西新町（現・早良区西新）へ移転
- 1920年 西南学院校歌誕生
- 1921年 西南学院本館・講堂（現・西南学院大学博物館）竣工
- 1921年 西南学院高等学部を設立
- 1921年 中学西南学院を西南学院中学部と改称
- 1931年 リンドバーグ夫妻来訪
- 1937年 ヘレン・ケラー来訪
- 1947年 西南学院中学部を西南学院中学校に改称
- 1948年 西南学院中学校(旧制)を西南学院高等学校(新制)に改称
- 1949年 新制西南学院大学を設立
- 1950年 福岡保育専攻学校と合併
- 1950年 舞鶴幼稚園および早緑子供の園を編入
- 1986年 キング牧師夫人C.S.キング来訪
- 2003年 西南学院中学校・高等学校を百道浜校地へ移転
- 2004年 大学法科大学院を東キャンパス（旧中学校・高等学校校地）に新設
- 2010年 西南学院小学校を設置。九州で初めて一学校法人が、幼稚園から大学までの教育機関を設置することとなった
- 2016年 西南学院創立100周年記念式典

## 設置教育機関
- 西南学院大学
- 西南学院中学校・高等学校
- 西南学院小学校

- 舞鶴幼稚園
- 早緑子供の園（保育所）

## 過去にあった教育機関
- 西南学院大学短期大学部：1975年廃止。

## 関連団体
- 南部バプテスト連盟（米国）
- 日本バプテスト連盟
- 宗教法人西南学院バプテスト教会
- 宗教法人西南学院バプテスト教会附属　西南幼稚園
- 西南女学院（幼稚園・中高短・大学：北九州市）
- 日本バプテスト病院（総合病院：京都市）
- 日本バプテスト看護専門学校（京都市）
- 久山療育園（重症心身障害児施設：福岡県久山町）
- 大牟田恵愛園（身体障害者授産施設：福岡県大牟田市）
- バプテストホーム（特別養護老人ホーム：京都市）
- 天城山荘（宿泊施設：静岡県、2022年廃止）　　など